# Ksour (Algeria)
Ksour è un comune dell'Algeria, situato nella provincia di Bordj Bou Arreridj.